# Tesla (gruppo musicale)
I Tesla sono un gruppo heavy metal nato a Sacramento, California nel 1984. Sebbene la loro musica è spesso ricondotta all'hair metal, i testi della band si allontanavano dai temi popolari di questo genere, in particolare all'inizio della loro carriera negli anni '80. I membri del gruppo hanno infatti sempre rifiutato l'etichetta di band pop metal.
La band prende il proprio nome, alcuni titoli di album e canzoni da eventi relativi all'inventore e scienziato Nikola Tesla.

## Storia del gruppo
La band iniziò la propria carriera nel 1982, fondata dal bassista Brian Wheat e dal chitarrista Frank Hannon sotto il nome di City Kid. A completare la formazione furono l'ex batterista della band solista di Eric Martin (futuro leader dei Mr. Big) Troy Luccketta, il cantante Jeff Keith ed infine il secondo chitarrista Tommy Skeoch. Inizialmente il gruppo cominciò alcune date live al fianco di note band del calibro di Y&T, Dokken, Rail e Eddie Money. Inoltre le prime demo della band vennero prodotte niente meno che da Ronnie Montrose (chitarrista dei Montrose). Man mano che la band cominciò a maturare, si fecero avanti diverse etichette discografiche pronte ad offrire un contratto al quintetto. La Elektra Records, grazie all'A&R Tom Zutaut (l'uomo che scoprì i Mötley Crüe e i Guns N' Roses), vinse la sfida con le altre case discografiche, ma quando ancora erano sotto il nome di City Kid; Zutaut dopo aver fatto da intermediario tra le etichette, li fece firmare per la Geffen Records nel 1985.
Il debutto discografico dei californiani venne pubblicato l'anno successivo e fu intitolato Mechanical Resonance, nome dato dalla band sulla base di una teoria secondo la quale, orientando le loro sonorità sullo stile hard rock classico degli anni '70 fortemente tinto di blues, il gruppo avrebbe guadagnato un buon successo. A seguito del disco i Tesla supportarono David Lee Roth nel suo tour americano del 1986. Una versione limitata promozionale di Mechanical Resonance venne pubblicata per giornalisti musicali e DJ nell'intento di sponsorizzare la band emergente. Il giudizio finale sul debutto fu molto positivo, e grazie alla forte sponsorizzazione questo venne accolto ottimamente. Il disco entrò nella top 50 della classifica americana e dal 1987 venne distribuito globalmente, permettendo ai Tesla di partire in tour come band di supporto ai Def Leppard. Il successivo album The Great Radio Controversy, pubblicato nel 1989, fece crescere ulteriormente la popolarità della band, grazie anche alla power ballad Love Song che conquistò la top 10 nella classifica dei singoli più venduti e venne premiata con il disco d'oro.
Il gruppo cambiò poi direzioni pubblicando nel 1990 un live acustico intitolato Five Man Acoustical Jam. Questo venne registrato il 2 luglio dello stesso anno al Trocadero Theatre di Philadelphia inizialmente come concerto di beneficenza, ma l'esibizione venne talmente apprezzata che venne inciso su disco. Nel concerto erano incluse diverse cover come Truckin' dei Grateful Dead, We Can Work It Out dei Beatles, Lodi dei Creedence Clearwater Revival, Mother's Little Helper dei Rolling Stones e Signs dei Five Man Electrical Band; quest'ultima sarà lanciata come hit e diverrà il singolo di maggior successo in classifica dei Tesla.
Il terzo album in studio venne pubblicato nel 1991 con il titolo Psychotic Supper. Il disco si presentava come il più sperimentale e ambizioso dell'intero catalogo del gruppo. Poco dopo l'uscita i Tesla si imbarcarono nel loro tour più lungo di sempre, con oltre 130 spettacoli solo negli Stati Uniti. Nel 1993 la band incise il brano Last Action Hero per la colonna sonora del film Last Action Hero - L'ultimo grande eroe.
Nell'agosto 1994 venne pubblicato il quarto album in studio, Bust a Nut, che tuttavia ottenne minor successo dei precedenti a causa dell'insorgere del movimento grunge rock. In quel periodo inoltre Tommy Skeoch decise di abbandonare temporaneamente la band a causa della sua lotta contro l'abuso di sostanze. Nonostante il gruppo fosse obbligato per contratto a pubblicare ancora due dischi con la Geffen, l'etichetta permise ai Tesla di poter prendere strade separate e sciogliere il contratto dopo aver pubblicato la raccolta Time's Makin' Changes - The Best of Tesla nel 1995. Fino a quel momento i Tesla avevano venduto oltre 14 milioni di album.

### Dopo lo scioglimento
Brian Wheat si concentrò su un progetto solista intitolato Soulmotor con l'ex-chitarrista degli UFO Tommy McClendon. Anche Skeoch creò un suo progetto chiamato Uteris con l'ex chitarrista degli Heathen Ira Black (più tardi membro dei Vicious Rumors e Lizzy Borden). Jeff Keith iniziò invece una carriera da club dj e fondò anch'egli una band, la Jeff Keith Band, assieme a Skeoch e Ray Hinckley alle chitarre, il bassista Steve "Vegas" Smith ed il batterista Dennis Bostock. Questa band cambiò poi nome in Sofa King e successivamente in Bar 7.
Mentre Troy Lucketta entrò nella band One Thin Dime, Frank Hannon assemblò i Moon Dog Mane con il cantante Brodie Stewart, il chitarrista Kevin Hampton, il tastierista Chris Martinez, il bassista Joel Kruger (ex Lynyrd Skynyrd) ed il batterista Cortney Dagustine.

### Reunion

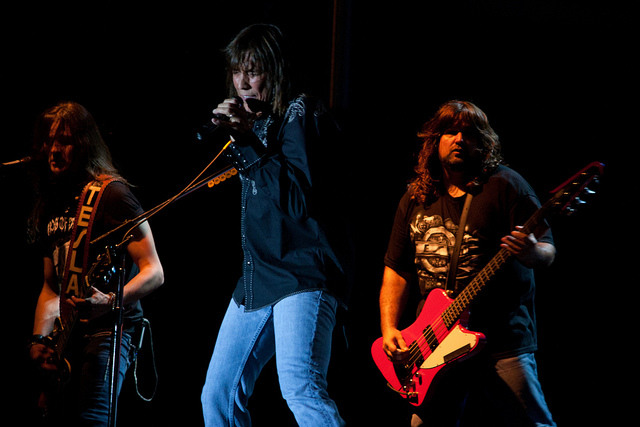
Tesla in concerto nel 2010, da sinistra: Dave Rude, Jeff Keith, Brian Wheat

Versò metà del 2000 venne finalmente annunciata la riunione dei Tesla, ma quasi in contemporanea lo stesso anno viene pubblicato il debutto dei Bar 7 dal titolo di The World Is a Freak con conseguente tour di supporto agli L.A. Guns. Hannon collaborò anche con l'ex chitarrista dei Lion e Hurricane Doug Aldrich nella colonna sonora di un programma TV giapponese chiamato Mikazuki. Allo stesso tempo Lucketta apparì come batterista per una band assemblata da David Coverdale in occasione di un concerto radio a Los Angeles.
La riunione annunciata da mesi venne infine attuata il 25 ottobre del 2000 con tutti i membri originali ed il debutto live alla ARCO Arena di Sacramento per un concerto tutto esaurito. La reunion dei Tesla venne consolidata l'anno seguente con diversi spettacoli dal vivo tra febbraio e ottobre. Il gruppo trovò un nuovo contratto con la Sanctuary Records con cui pubblicherà un album dal vivo nel settembre 2001 intitolato Replugged Live. Nel frattempo continuarono le date live in giro per gli Stati Uniti in compagnia di storiche hair band come Skid Row, Vince Neil e Jackyl. Wheat pubblicò nel frattempo un disco con i Soulmotor nell'aprile 2002, e Troy Lucketta gli diede una mano dietro i tamburi.
Mantenendo il contratto con la Sanctuary, il nuovo album dei Tesla dal titolo di Into the Now vide la luce nel marzo 2004. Il disco entrò in classifica guadagnando la 31ª posizione della Billboard 200 e vendendo oltre 30 000 copie nella prima settimana di pubblicazione. Parallelamente il chitarrista Frank Hannon pubblicò un album con la sua band parallela, i Kaleidoscope.
Nel 2006 lo storico manager del gruppo, Tom Zutaut, annunciò la pubblicazione di un box set e di un album di cover. Quello stesso anno Tommy Skeoch decise di lasciare per la seconda e ultima volta la band, sostenendo di voler dedicare più tempo alla propria famiglia. I tour estivi videro dunque in sua sostituzione Dave Rude della Frank Hannon Band, che di lì a poco venne annunciato ufficialmente come nuovo chitarrista del gruppo. L'anno successivo i Tesla pubblicarono il doppio album di cover Real to Reel, per poi partire per un nuovo tour in giro per l'Europa.
Il 22 febbraio 2008 il gruppo registrò dal vivo il DVD Tesla - Comin' Atcha Live! 2008 al Myth Nightclub in Minnesota. Qualche mese dopo seguì la pubblicazione dell'album Forever More, distribuito negli Stati Uniti dall'etichetta personale della band, la Tesla Electric Company, e in Europa dall'italiana Frontiers Records. Nel luglio 2011 viene pubblicato l'album acustico Twisted Wires & the Acoustic Sessions, contenente alcuni pezzi registrati nel 2005 con ancora Tommy Skeoch in formazione.
Nel giugno 2013 i Tesla rendono disponibile un nuovo singolo Taste My Pain su iTunes. Il 6 giugno 2014 viene dato alle stampe il nuovo album di inediti Simplicity. Nel 2016, in occasione del trentesimo anniversario dal debutto, i Tesla pubblicano Mechanical Resonance Live in cui ripropongono per intero dal vivo il loro primo album, con l'aggiunta del brano inedito Save That Goodness scritto e prodotto da Phil Collen, chitarrista dei Def Leppard . Sempre con Collen, il gruppo si mette in seguito al lavoro per la produzione di un nuovo disco in studio, che vedrà luce con il titolo Shock l'8 marzo 2019.

## Formazione

### Formazione attuale
- Jeff Keith – voce (1984-1995, 2000-oggi)
- Frank Hannon – chitarre, piano, organo (1984-1995, 2000-oggi)
- Dave Rude – chitarre (2006-oggi)
- Brian Wheat – basso, piano (1984-1995, 2000-oggi)
- Troy Luccketta – batteria (1984-1995, 2000-oggi)

### Ex componenti
- Tommy Skeoch – chitarre (1984-1994, 1995, 2000-2006)

## Discografia

### Album in studio
- 1986 – Mechanical Resonance
- 1989 – The Great Radio Controversy
- 1991 – Psychotic Supper
- 1994 – Bust a Nut
- 2004 – Into the Now
- 2007 – Real to Reel
- 2008 – Forever More
- 2011 – Twisted Wires & the Acoustic Sessions
- 2014 – Simplicity
- 2019 – Shock

### Live
- 1990 – Five Man Acoustical Jam
- 2001 – Replugged Live
- 2002 – Standing Room Only
- 2010 – Alive in Europe
- 2016 – Mechanical Resonance Live

### Raccolte
- 1995 – Time's Makin' Changes - The Best of Tesla
- 2001 – 20th Century Masters - The Millennium Collection: The Best of Tesla
- 2008 – Gold

### EP
- 2007 – A Peace of Time